# Сниженные альпы
Сниженные альпы — реликтовая растительная группировка, произрастающая на меловых и известняковых обнажениях Среднерусской возвышенности. Включает много видов, родственных растениям альпийского пояса гор Западной Европы, Кавказа, Сибири.

## Растительность
Главная особенность растительности сниженных альп — большое количество реликтов, которые родственны видам из гор Западной Европы, Кавказа и Сибири. А именно — растениям из альпийского пояса этих гор. В связи с этим таким растительным сообществам и было дано название сниженные альпы.
Сниженные альпы — это низкоосочковые кальцефитно-степные группировки. Основным эдификатором в них является осока низкая. Кроме неё распространены шиверекия подольская, бурачок ленский, осока стоповидная, проломник мохнатый, володушка многожилковая, волчеягодник Юлии, копеечник крупноцветковый.
Многие из видов сниженных альп являются эндемиками среднерусской возвышенности.

## Распространение сниженных альп
Сниженные альпы встречаются в восточной части Среднерусской возвышенности, где на поверхность выходят меловые или известняковые породы. Эти территории находятся в Белгородской, Воронежской, Курской, Липецкой и Тульской областей. Крайняя юго-западная точка их распространения находится южнее Белгорода, в районе впадения реки Волчьей в Северский Донец. Далее граница ареала идёт на север через бассейн реки Корочи. От истока Корочи граница переходит к истоку Оскола. Сниженные альпы сосредоточены восточнее линии устье Волчьей — исток Оскола.
От верховий граница поворачивает на восток к истоку Девицы, далее — снова на север к истоку Ведуги. От истока Ведуги поворачивает на запад, охватывая нижнее течение Олыма и Кшени. К востоку от устья Кшени сниженные альпы встречаются в бассейне Сосны и нижней и средней части бассейна Красивой Мечи. Это северная граница основного ареала. Севернее Красивой Мечи сниженные альпы встречаются, но очень редко. Они есть в бассейнах рек Осетра и Зуши. Самые северные сниженные альпы находятся на левобережье Оки.
В районе устья Сосны сниженные альпы встречаются на левобережье Дона. Южнее они распространены только на правобережье. Таким образом, Дон на участке от Задонска до устья Тихой Сосны является восточной границей распространения сниженных Альп. Реки Тихая Сосна и Волчья ограничивают с юга ареал сниженных альп.
Ареал сниженных альп не цельный, а разделён на две части — северную и южную. Граница между ними проходит по Тимской гряде (водораздел Оскола и Сосны). Этот разрыв имеет ширину в несколько десятков километров. Его возникновение связано с мощным пластом третичных и четвертичных отложений, которые на Тимской гряде перекрывают более древние мела и известняки.

### Ландшафтное разнообразие сниженных альп
В пределах ареала своего распространения растительные сообщества сниженных альп различаются как по флористическому составу, так и по ландшафтным особенностям произрастания. К северу от Тимской гряды распространен вариант сниженных альп, произрастающий на известняковых обнажениях. К югу от Тимской гряды сниженные альпы произрастают на меловых обнажениях.
Южный, меловой вариант сниженных альп приурочен к останцовым меловым ландшафтам нижнего ландшафтного яруса. А конкретно — к корвежкам и полукорвежкам, с эродированными остаточно-карбонатными черноземами, подстилаемыми мело-мергельными обнажениями. Корвежки и полукорвежки – это наиболее распространенный из останцовых меловых ландшафтов. Кроме них еще выделяют такие останцовые ландшафты, как меловые останцы и дивы. Корвежки представляют собой крутые эродированные склоны балок и речных долин, покрытые цепочками из продольных полосок меловых обнажений. Издалека эти цепочки выглядят как серебристое обрамление на фоне зеленой растительности склона.